# Antoni Libera
Antoni Libera, né le 19 avril 1949 à Varsovie, est un écrivain, traducteur, critique littéraire et metteur en scène polonais.

## Biographie
Il a obtenu une licence de l'Université de Varsovie et son doctorat à l'Académie Polonaise des Sciences. Il est membre du PEN Club, de l'association des écrivains polonais (Stowarzyszenie Pisarzy Polskich) ainsi que de la maison de Samuel Beckett.
Libera est principalement connu pour ses traductions et sa participation aux pièces de Samuel Beckett. Il a traduit l'intégralité de ses œuvres dramatiques en polonais, ainsi que certains de ses autres travaux. Il a également mis en scène de nombreuses scènes de Beckett en Pologne, au Royaume-Uni, en Irlande, ainsi qu'aux États-Unis. De nombreux acteurs polonais célèbres ont fait partie de sa troupe, dont Tadeusz Łomnicki, Zbigniew Zapasiewicz, Maja Komorowska, Adam Ferency, Zbigniew Zamachowski et Andrzej Seweryn, ainsi que des acteurs britanniques, comme Barry McGovern ou David Warrilow.
Parmi ses autres traductions, on compte Macbeth de Shakespeare, Antigone de Sophocle ainsi qu’Œdipe roi, Salome d'Oscar Wilde, ainsi que des textes de Friedrich Hölderlin, Constantin Cavafy et bien d'autres. Il a également traduit de nombreux livrets musicaux, dont La Mort à Venise de Benjamin Britten, ou Ubu Roi de Krzysztof Penderecki.
En 1990, il a été chargé de l'écriture et de la mise en scène de la pièce Les Promesses de l'ombre par le London Royal Court Theatre, pièce qui fut joué dans ce théâtre.
Son premier roman Madame (1998) s'est vu attribuer le Grand Prix par la maison d'édition Polonaise Znak et a été nommé en 1999 pour l'obtention du Prix Nike (meilleur livre polonais de l'année) En 2002, il fut nommé une nouvelle fois pour Le prix littéraire international IMPAC de Dublin. Ce roman a été traduit dans vingt langues. En 2009, Libera publie l'autobiographie "Godot i jego cień" (L'ombre de Godot), laquelle fut nommé pour l'Angelus Award ainsi que pour le prix Jan Michalski de littérature.
De 1988 à 1993, Libera a été l'un des rédacteurs du magazine Puls, puis de 1996 à 2001, il fut l'un des directeurs littéraire du théâtre des arts dramatiques de Varsovie. En octobre 2010, il est récompensé de la médaille d'argent Gloria Artis.

## Œuvres
Œuvres originales
- Madame (Znak 1998)
- Błogosławieństwo Becketta i inne wyznania literackie (Sic!, 2004)
- Liryki lozańskie in Pokaz prozy (WL 2006)
- Niech się panu darzy…[Histoires de la veillé de Noël] dans 9 Wigilii (Świat Książki, 2007)
- Godot i jego cień [prose autobiographiques] (Znak, 2009)
- Widok z góry i z dołu dans Mówi Warszawa (Muzeum Powstania Warszawskiego / Wydawnictwo Trio 2011)

Traductions et études
- Barańczak, S. Zimy i podróże. Lekcja literatury z Antonim Liberą [poèmes] (WL 1997)
- Beckett, S. Dramaty (Biblioteka Narodowa, Ossolineum 1995, 1999)
- Beckett, S. Dramaty, Kanon na Koniec Wieku (PIW 2002)
- Beckett, S. Dzieła dramatyczne (PIW 1988)
- Beckett, S. Molloy i cztery nowele (Znak 2004)
- Beckett, S. No właśnie co [selected works] (PIW 2010)
- Beckett, S. Pisma prozą (Czytelnik 1982)
- Beckett, S. Wierność przegranej (Znak 1999)
- Hölderlin, F. Co się ostaje, ustanawiają poeci [poèmes] (Znak 2003), (słowo/obraz terytoria 2009)
- Kawafis, K. Jeżeli do Itaki wybierasz się w podróż... [poèmes] (Znak 2011)
- Racine, J. Fedra (PIW, 2011)
- Shakespeare, W. Makbet (Noir Sur Blanc 2002)
- Sofokles, Filoktet (PIW 2012)
- Sofokles, Król Edyp (PIW 2012)
- Szpotański, J. Gnom; Caryca; Szmaciak [œuvres satiriques et fragments autobiographiques] (LTW 2003)
- Szpotański, J. Zebrane utwory poetyckie (Puls 1990)
- Wilde, O. Dwie sceny miłosne [Salome, Tragedia florencka] (PIW 2003)

Dans son essai Onanagramy (Les anagrammes d'Onomastic), Stanisław Barańczak créa 36 anagrammes avec le nom de Libera, dont Art E. Albinioni, Inertia Balon, Nina B. Loteria, Beria Natolin et bien d'autres.